# Skibob-Weltmeisterschaften 2007
Die 30. Skibob-Weltmeisterschaften fanden von 6. bis 9. März 2007 in Aigen im Mühlkreis in Oberösterreich statt. Ausgetragen wurden die Disziplinen Abfahrt, Super-G, Riesenslalom und Slalom. Medaillen wurden außerdem in der Kombinationswertung vergeben. Für die Organisation der Rennen am Hochficht zeichnete die Schibob Union (SBU) Linz verantwortlich. Die Abfahrt wurde zum letzten Mal in der bis dahin 40-jährigen Geschichte von Skibob-Weltmeisterschaften ausgetragen.

## Teilnehmer
Teilnehmerländer und Anzahl der Starter in Klammern:
| Europa (13 Länder)                                                                                            | Europa (13 Länder)                                                                      | Europa (13 Länder) |
| --- | --------------------------------------------------------------------------------------- | ------------------ |
| - Deutschland (5) - England (2) - Finnland (1) - Frankreich (1) - Luxemburg (1) - Österreich (16) - Polen (6) | - Schottland (1) - Schweiz (4) - Tschechien (14) - Türkei (2) - Ukraine (1) - Wales (1) |                    |
| Amerika (1 Land)                                                                                              |                                                                                         |                    |
| - Brasilien (1)                                                                                               |                                                                                         |                    |
| Asien (2 Länder)                                                                                              |                                                                                         |                    |
| - Hongkong (1)                                                                                                | - Japan (1)                                                                             |                    |

## Medaillenspiegel
Berücksichtigt sind nur die Rennen in der allgemeinen Klasse.
| Platz | Land       |   |   |   |    |
| ----- | ---------- | - | - | - | -- |
| 1     | Tschechien | 5 | 5 | 9 | 19 |
| 2     | Österreich | 5 | 3 | 1 | 9  |
| 3     | Schweiz    | – | 2 | – | 2  |

## Herren

### Abfahrt
| Platz | Land | Sportler           | Zeit (min) |
| ----- | ---- | ------------------ | ---------- |
| 01    | CZE  | David Krejčí       | 1:01,02    |
| 02    | AUT  | Markus Moser       | 1:01,92    |
| 03    | CZE  | Štěpán Hlaváč      | 1:02,40    |
| 04    | SUI  | Björn Walter       | 1:02,97    |
| 05    | CZE  | Aleš Houser        | 1:03,55    |
| 05    | CZE  | Stanislav Ježek    | 1:03,55    |
| 07    | AUT  | Christian Ablinger | 1:04,13    |
| 08    | CZE  | Aleš Housa         | 1:04,16    |
| 09    | CZE  | Jakub Fedorko      | 1:04,80    |
| 10    | AUT  | Martin Gutjahr     | 1:04,92    |

Datum: 6. März, 10:00 Uhr

Strecke: Hochficht

Starthöhe: 1338 m, Zielhöhe: 934 m

Höhenunterschied: 404 m, Länge: 2000 m

Kurssetzer: Alois Fischbauer (AUT), 21 Tore
31 Sportler am Start, davon 25 klassiert

Ausgeschieden: Gerfried Seeber (AUT)
Titelverteidiger:  Markus Moser

### Super-G
| Platz | Land | Sportler           | Zeit (min) |
| ----- | ---- | ------------------ | ---------- |
| 01    | CZE  | David Krejčí       | 1:10,51    |
| 02    | SUI  | Björn Walter       | 1:10,59    |
| 03    | CZE  | Stanislav Ježek    | 1:11,14    |
| 04    | AUT  | Markus Moser       | 1:11,32    |
| 05    | CZE  | Štěpán Hlaváč      | 1:11,71    |
| 06    | AUT  | Christian Ablinger | 1:12,06    |
| 07    | CZE  | Aleš Housa         | 1:12,59    |
| 08    | AUT  | Martin Gutjahr     | 1:12,83    |
| 08    | AUT  | Gerhard Hauer      | 1:12,83    |
| 10    | AUT  | Reinhard Ebster    | 1:13,22    |

Datum: 7. März, 10:00 Uhr

Strecke: Hochficht

Starthöhe: 1338 m, Zielhöhe: 934 m

Höhenunterschied: 404 m, Länge: 2150 m

Kurssetzer: Alois Fischbauer (AUT), 29 Tore
31 Sportler am Start, davon 20 klassiert

Ausgeschieden u. a.: Urs Tschümperlin (SUI)
Titelverteidiger:  Stanislav Ježek

### Riesenslalom
| Platz | Land | Sportler        | Zeit (min) |
| ----- | ---- | --------------- | ---------- |
| 01    | CZE  | David Krejčí    | 1:23,84    |
| 02    | SUI  | Björn Walter    | 1:24,05    |
| 03    | CZE  | Štěpán Hlaváč   | 1:24,33    |
| 04    | CZE  | Stanislav Ježek | 1:24,42    |
| 05    | AUT  | Markus Moser    | 1:25,06    |
| 06    | AUT  | Gerhard Hauer   | 1:25,21    |
| 07    | AUT  | Martin Gutjahr  | 1:25,22    |
| 08    | CZE  | Aleš Housa      | 1:25,41    |
| 09    | AUT  | Reinhard Ebster | 1:26,51    |
| 10    | AUT  | Paul Probst     | 1:26,60    |

Datum: 8. März, 9:30 Uhr

Strecke: Hochficht

Starthöhe: 1338 m, Zielhöhe: 934 m

Höhenunterschied: 404 m, Länge: 2250 m

Kurssetzer: Petra Gamper (AUT), 42 Tore
Das Rennen wurde in nur einem Durchgang ausgetragen.
31 Sportler am Start, davon 28 klassiert
Titelverteidiger:  Stanislav Ježek

### Slalom
| Platz | Land | Sportler           | Zeit (min) |
| ----- | ---- | ------------------ | ---------- |
| 01    | AUT  | Markus Moser       | 1:29,47    |
| 02    | CZE  | Stanislav Ježek    | 1:30,05    |
| 03    | CZE  | David Krejčí       | 1:31,63    |
| 04    | CZE  | Aleš Houser        | 1:33,84    |
| 05    | AUT  | Christian Ablinger | 1:33,86    |
| 06    | CZE  | Aleš Housa         | 1:33,98    |
| 07    | SUI  | Björn Walter       | 1:35,66    |
| 08    | AUT  | Martin Gutjahr     | 1:36,01    |
| 09    | AUT  | Paul Probst        | 1:36,39    |
| 10    | CZE  | Jakub Fedorko      | 1:39,33    |

Datum: 9. März, 9:00 Uhr bzw. 11:45 Uhr

Strecke: Hochficht

Höhenunterschied: 220 m, Länge: 900 m

Kurssetzer 1. Durchgang: Alois Fischbauer (AUT), 39 Tore

Kurssetzer 2. Durchgang: Alois Fischbauer (AUT), 39 Tore
29 Sportler am Start, davon 21 klassiert

Ausgeschieden u. a.: Urs Tschümperlin (SUI), disqualifiziert: Gerhard Hauer (AUT)
Titelverteidiger:  David Krejčí

### Kombination
| Platz | Land | Sportler           | Zeit (min) |
| ----- | ---- | ------------------ | ---------- |
| 01    | AUT  | Markus Moser       | 3:56,45    |
| 02    | CZE  | David Krejčí       | 3:56,49    |
| 03    | CZE  | Stanislav Ježek    | 3:58.02    |
| 04    | SUI  | Björn Walter       | 4:02,68    |
| 05    | CZE  | Aleš Housa         | 4:03,55    |
| 06    | CZE  | Aleš Houser        | 4:04,53    |
| 07    | AUT  | Christian Ablinger | 4:04,92    |
| 08    | AUT  | Martin Gutjahr     | 4:06,15    |
| 09    | CZE  | Štěpán Hlaváč      | 4:06,93    |
| 10    | AUT  | Paul Probst        | 4:07,98    |

Das Ergebnis der Kombination setzt sich aus den addierten Zeiten von Abfahrt, Riesenslalom und Slalom zusammen.

20 Sportler klassiert
Titelverteidiger:  David Krejčí

## Damen

### Abfahrt
| Platz | Land | Sportler                      | Zeit (min) |
| ----- | ---- | ----------------------------- | ---------- |
| 01    | CZE  | Alena Housová                 | 1:05,94    |
| 02    | AUT  | Petra Mörtenhuemer            | 1:06,53    |
| 03    | CZE  | Petra Poláková                | 1:07,60    |
| 04    | CZE  | Klára Hofmanová               | 1:09,95    |
| 05    | POL  | Sylwia Kawik                  | 1:10,23    |
| 06    | GER  | Monika Lehmpfuhl              | 1:10,51    |
| 07    | AUT  | Andrea Burgstaller            | 1:10,64    |
| 08    | POL  | Monika Malik                  | 1:15,23    |
| 09    | POL  | Anna Malik                    | 1:15,97    |
| 10    | BRA  | Christiane Driemeyer-Stenchly | 1:32,40    |

Datum: 6. März, 10:00 Uhr

Strecke: Hochficht

Starthöhe: 1338 m, Zielhöhe: 934 m

Höhenunterschied: 404 m, Länge: 2000 m

Kurssetzer: Alois Fischbauer (AUT), 21 Tore
14 Sportlerinnen am Start, davon 10 klassiert

Ausgeschieden: Lisa Zaff (AUT)
Titelverteidigerin:  Petra Mörtenhuemer

### Super-G
| Platz | Land | Sportler                      | Zeit (min) |
| ----- | ---- | ----------------------------- | ---------- |
| 01    | CZE  | Alena Housová                 | 1:15,79    |
| 02    | AUT  | Petra Mörtenhuemer            | 1:16,05    |
| 03    | AUT  | Lisa Zaff                     | 1:18,40    |
| 04    | POL  | Sylwia Kawik                  | 1:19,04    |
| 05    | CZE  | Klára Hofmanová               | 1:19,93    |
| 06    | AUT  | Andrea Burgstaller            | 1:21,47    |
| 07    | AUT  | Monika Mörtenhuemer           | 1:23,70    |
| 08    | POL  | Monika Malik                  | 1:26,09    |
| 09    | POL  | Anna Malik                    | 1:27,16    |
| 10    | BRA  | Christiane Driemeyer-Stenchly | 1:37,74    |

Datum: 7. März, 10:00 Uhr

Strecke: Hochficht

Starthöhe: 1338 m, Zielhöhe: 934 m

Höhenunterschied: 404 m, Länge: 2150 m

Kurssetzer: Alois Fischbauer (AUT), 29 Tore
14 Sportlerinnen am Start, davon 11 klassiert

Ausgeschieden u. a.: Petra Poláková (CZE)
Titelverteidigerin:  Alena Housová

### Riesenslalom
| Platz | Land | Sportler            | Zeit (min) |
| ----- | ---- | ------------------- | ---------- |
| 01    | AUT  | Petra Mörtenhuemer  | 1:28,31    |
| 02    | CZE  | Alena Housová       | 1:29,83    |
| 03    | CZE  | Petra Poláková      | 1:31,63    |
| 04    | AUT  | Lisa Zaff           | 1:31,69    |
| 05    | POL  | Sylwia Kawik        | 1:33,26    |
| 06    | AUT  | Andrea Burgstaller  | 1:36,41    |
| 07    | GER  | Monika Lehmpfuhl    | 1:36,71    |
| 08    | AUT  | Monika Mörtenhuemer | 1:37,84    |
| 09    | POL  | Monika Malik        | 1:41,26    |
| 10    | POL  | Anna Malik          | 1:41,36    |

Datum: 8. März, 9:30 Uhr

Strecke: Hochficht

Starthöhe: 1338 m, Zielhöhe: 934 m

Höhenunterschied: 404 m, Länge: 2250 m

Kurssetzer: Petra Gamper (AUT), 42 Tore
Das Rennen wurde in nur einem Durchgang ausgetragen.
14 Sportlerinnen am Start, davon 11 klassiert

Ausgeschieden: Klára Hofmanová (CZE)
Titelverteidigerin:  Alena Housová

### Slalom
| Platz | Land | Sportler            | Zeit (min) |
| ----- | ---- | ------------------- | ---------- |
| 01    | AUT  | Petra Mörtenhuemer  | 1:38,86    |
| 02    | CZE  | Alena Housová       | 1:38,89    |
| 03    | CZE  | Petra Poláková      | 1:40,08    |
| 04    | AUT  | Lisa Zaff           | 1:41,27    |
| 05    | POL  | Sylwia Kawik        | 1:44,30    |
| 06    | POL  | Monika Malik        | 1:46,20    |
| 07    | AUT  | Monika Mörtenhuemer | 1:48,35    |
| 08    | POL  | Anna Malik          | 1:52,87    |
| 09    | AUT  | Andrea Burgstaller  | 1:54,10    |
| 10    | CZE  | Klára Hofmanová     | 1:54,87    |

Datum: 9. März, 9:00 Uhr bzw. 11:45 Uhr

Strecke: Hochficht

Höhenunterschied: 220 m, Länge: 900 m

Kurssetzer 1. Durchgang: Alois Fischbauer (AUT), 39 Tore

Kurssetzer 2. Durchgang: Alois Fischbauer (AUT), 39 Tore
14 Sportlerinnen am Start, davon 12 klassiert

Titelverteidigerin:  Alena Housová

### Kombination
| Platz | Land | Sportler                      | Zeit (min) |
| ----- | ---- | ----------------------------- | ---------- |
| 01    | AUT  | Petra Mörtenhuemer            | 4:13,70    |
| 02    | CZE  | Alena Housová                 | 4:14,66    |
| 03    | CZE  | Petra Poláková                | 4:19,31    |
| 04    | POL  | Sylwia Kawik                  | 4:27,79    |
| 05    | AUT  | Andrea Burgstaller            | 4:41,15    |
| 06    | GER  | Monika Lehmpfuhl              | 4:42,10    |
| 07    | POL  | Monika Malik                  | 4:42,69    |
| 08    | POL  | Anna Malik                    | 4:50,20    |
| 09    | BRA  | Christiane Driemeyer-Stenchly | 6:34,48    |

Das Ergebnis der Kombination setzt sich aus den addierten Zeiten von Abfahrt, Riesenslalom und Slalom zusammen.

9 Sportlerinnen klassiert
Titelverteidigerin:  Alena Housová

## Altersklassen
Neben den Herren- und Damenrennen in der allgemeinen Klasse wurden in allen Disziplinen auch die männlichen Weltmeister in der Jugendklasse ermittelt. Die Weltmeisterschaften in den übrigen Klassen (Schüler, Jugend weiblich und Altersklassen) wurden separat am 23. und 24. Februar 2007 in Berg im Drautal ausgetragen.